# Bo Ralph
Bo Rune Ingemar Ralph (nacido el 4 de octubre de 1945 en Gotemburgo, Suecia), lingüista sueco, miembro de la Academia Sueca desde 1999.
Se licenció en letras en 1969 y pronto pasó a trabajar en el Departamento de Lenguas Nórdicas de la Universidad de Gotemburgo junto al equipo de investigación de Sture Allén, en un proyecto sobre léxico informatizado. Inicialmente se orientó a la lingüística histórica, pero se fue apartando paulatinamente de la historia tradicional del lenguaje. 
En 1972 publicó Introduktion i historisk språkvetenskap (“Introducción a la Lingüística Histórica”) influido por la corriente denominada gramática generativa, en la línea del lingüista norteamericano Noam Chomsky. 
En esos mismos años publicó diversos artículos en los que se orientó crecientemente hacia la fonología. En 1975 publicó su tesis doctoral, denominada Diferenciación Fonológica, que más allá de su subtítulo, “Estudios sobre Historia del Lenguaje Nórdico”, contiene, por una parte, descripciones estructurales de los cambios fundamentales en las lenguas nórdicas, y por otro lado una completa teoría sobre las transformaciones lingüísticas. El análisis que se realiza en el libro se mantiene dentro de la gramática generativa, pero permanece abierto a la variación lingüística, empleando diferentes parámetros y abriendo así el camino en Suecia a la denominada lingüística de parámetros. 
Se doctoró en Filosofía en 1975 con la tesis ya descripta, y en 1977 fue nombrado catedrático agregado. En los años sucesivos intervino en un proyecto léxico del Departamento de Lingüística Informática, llamado "Base de datos léxica", que concluyó con la edición en 1986 de "Svensk ordbok" (“Diccionario sueco”) y escribió ensayos sobre el lenguaje técnico. En 1982 accedió a la cátedra titular en el Departamento de Lenguas Nórdicas de la Universidad de Estocolmo. Formó parte del comité de redacción para la publicación de las obras completas de August Strindberg. En 1983 publicó un compendio de lingüística histórica al que tituló "Fornsvenska och nusvenskar" (“Sueco antiguo y nuevos suecos”). 
En 1984 retornó a la Universidad de Gotemburgo como catedrático del Departamento de Lenguas Nórdicas. Otras instituciones a las que ingresó en esos años fueron la comisión directiva del Centro Sueco para la Terminología Técnica, la Real Sociedad de Artes y Ciencias de Gotemburgo, la Comisión de enseñanza de sueco del Instituto Sueco (la que presidió), y la junta directiva de la Comisión de la Biblia. 
Junto a su colega Lars Gunnar Andersson, se ocupó del dialecto de Gotemburgo, inicialmente en Radio Gotemburgo y en el periódico Göteborgs-Tidning y posteriormente en dos trabajos científicos de divulgación publicados en 1986 y 1987: "Sicket mål"  ("Qué dialecto”) y "Mål på hemmaplan" ("Dialecto de casa”). 
Fue director del proyecto Tradición lexicográfica en Suecia y participó en varios importantes proyectos lexicográficos, incluyendo acciones de cooperación lexicográfica nórdica.
En 1999 editó, en homenaje a Sture Allén, "Modersmålet i fäderneslandet" (“Nuestra lengua materna en la tierra de nuestros antepasados”), una selección de artículos de dicho lingüista. Ese mismo año fue designado para ingresar en la Academia Noruega de las Ciencias y, el 15 de abril, fue elegido para reemplazar en el sillón 2 de la Academia Sueca a Torgny Segerstedt, cargo que asumió el 20 de diciembre de 1999.   
Trabaja desde hace años en una historia de la lengua sueca planificada por la Academia Sueca  como volumen complementario de la Gramática de la Academia Sueca. Comprometido con la educación de adultos, en el año 2000 escribió unas memorias sobre el educador popular Karl Eduard Kindblad (1807-1892). 